# Phalaenopsis intermedia
Phalaenopsis intermedia är en orkidéart som beskrevs av John Lindley. Phalaenopsis intermedia ingår i släktet Phalaenopsis och familjen orkidéer. Inga underarter finns listade i Catalogue of Life.

## Bildgalleri

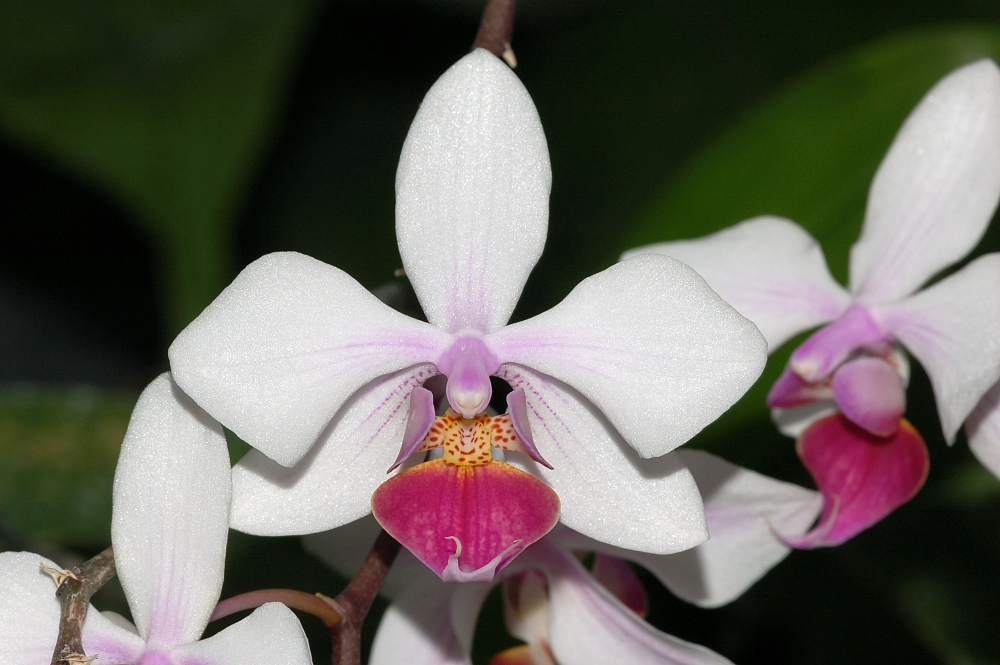
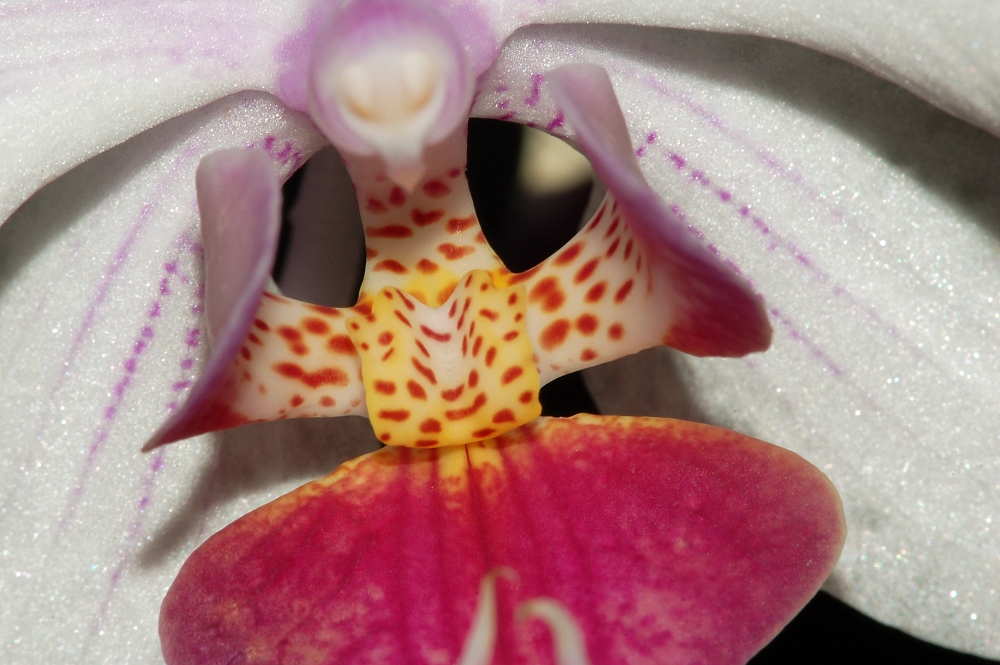